# Sigefredo Pacheco
Sigefredo Pacheco är en kommun i Brasilien.   Den ligger i delstaten Piauí, i den östra delen av landet, 1 400 km nordost om huvudstaden Brasília. Antalet invånare är 9 619.
Omgivningarna runt Sigefredo Pacheco är huvudsakligen savann. Runt Sigefredo Pacheco är det glesbefolkat, med 9 invånare per kvadratkilometer.